# Henri-Louis Cordier
Pour les articles homonymes, voir Cordier (homonymie).

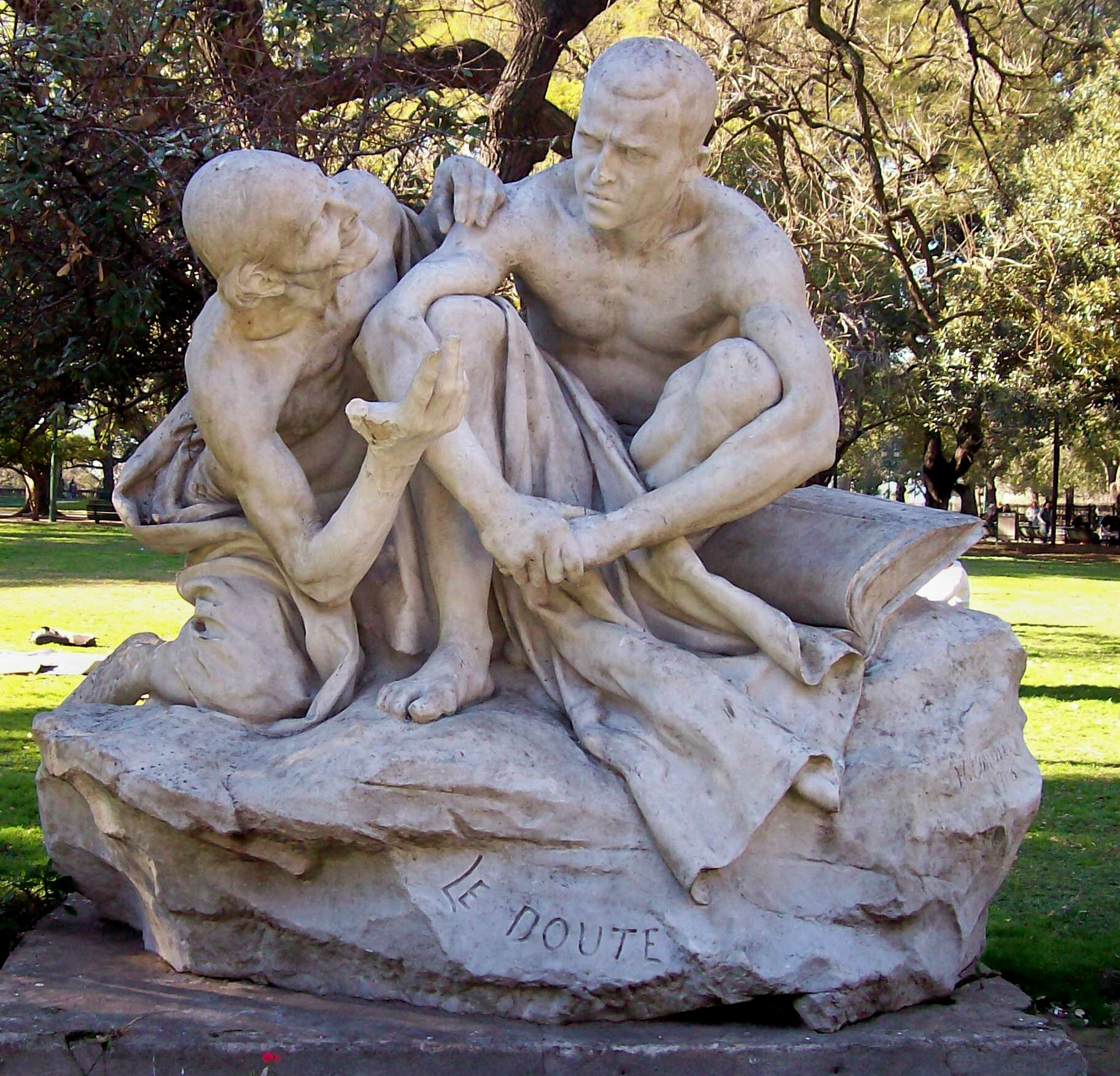
Le Doute (1906), Buenos Aires, Plaza San Martín.

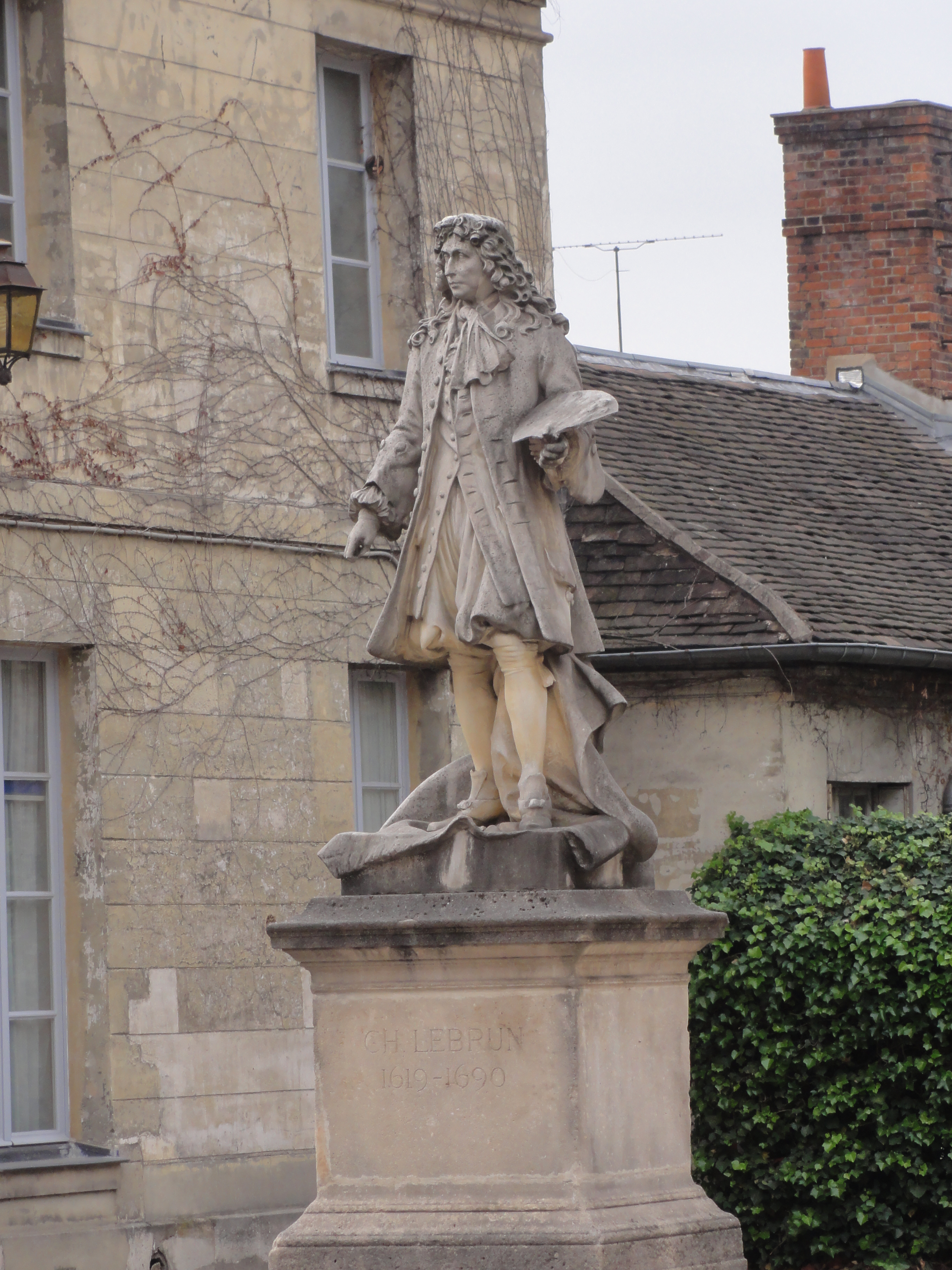
Charles Le Brun (1907), Paris, manufacture des Gobelins.

Henri-Louis Cordier, connu aussi comme Louis-Henri ou Luis Enrique Cordier, né le 22 octobre 1853 à Paris, où il est mort le 4 janvier 1926, est un sculpteur français.

## Biographie
Henri-Louis Cordier, fils du sculpteur Charles Cordier (1827-1905) et de Félicie Anne Berchère, son épouse, naît en 1853 au domicile de ses parents situé 9, rue de l'Est (devenu 115, boulevard Saint-Michel) dans l'ancien 11e arrondissement de Paris. À la déclaration de cette naissance, son père se présenta avec, pour témoins, Charles Antoine Cordier, aïeul de l'enfant, et le peintre Joseph Louis Devers. Ce dernier, né Giuseppe Devers, deviendra l'année suivante l'oncle maternel par alliance d'Henri-Louis Cordier, en épousant Marie Berchère. Mélanie Cordier, sœur aînée de Charles Cordier était mariée à l'imprimeur-lithographe Firmin Gillot (1819-1872).
Henri-Louis Cordier commence sa formation de sculpteur auprès de son père et se perfectionne, après un voyage à travers l'Europe, dans l'atelier d'Emmanuel Frémiet (1824-1910) puis dans celui d'Antonin Mercié (1845-1916). Il débute au Salon de 1876 avec une Statue de Fernand Cortez en plâtre.
En 1877, l'État fait l'acquisition de la statue équestre Le Ralliement pour le lycée militaire de Saint-Cyr. Connu pour ses œuvres de grandes dimensions (Monument aux frères Montgolfier, Monument au général Lasalle) et pour sa participation au concours pour le Monument au général Artigas, il est sollicité, en 1908, par la commission de la municipalité de Buenos Aires chargée des préparatifs de la célébration du centenaire du 25 mai 1810 – composée entre autres membres d'Adolfo Carranza et d'Ernesto de la Cárcova. Cette commission désigne Cordier pour la réalisation d'une statue du général Azcunénaga destinée à l'un des dix monuments commémoratifs alors projetés en honneur des membres de la Première Junte. Le contrat, établi le 22 septembre 1908, stipule que l'œuvre doit arriver à temps dans le port de Buenos Aires pour être inaugurée le jour de la célébration du centenaire. Après réception d'une photographie en avril 1909, la commission juge la statue non conforme au programme. Cárcova se rend alors en France pour surveiller la genèse de l'œuvre. D'autres difficultés liées au choix de l’emplacement retardent la mise en place du monument qui est finalement inauguré le 31 décembre 1910, dernier jour de l'année du centenaire.
Le sculpteur est membre du jury du Salon des artistes français.
Henri-Louis Cordier meurt le 4 janvier 1926 à son domicile au 7, rue Pierre-Nicole à Paris.

## Œuvres
- Le Ralliement, statue équestre, acquise en 1877 par l'État et placée au lycée militaire de Saint-Cyr à Saint-Cyr-l'École. Le plâtre fut exposé au Salon de 1879[8].
- Monument aux frères Joseph et Étienne Montgolfier, groupe en bronze (Thiébaut Frères, fondeurs), inauguré le 13 août 1883 à Annonay sur la place des Cordeliers pour célébrer le centième anniversaire de la première ascension des Montgolfier, puis déplacé en 1888 sur la place de l'Hôtel de Ville, actuelle place de la Libération[9].
- Monument au général Lasalle, 1892, statue équestre en bronze (Thiébaut fondeur), inaugurée en 1893 devant le château de Lunéville, place de la 2e Division de Cavalerie[10] ;
- Chasseur à cheval, Salon de 1897, statue équestre[11].
- Le Doute (La Duda), 1906, groupe sculpté, Plaza General San Martin, Buenos Aires, Argentine.
- Charles Le Brun, 1905, statue en marbre en pied, érigée en 1907 au centre de la cour d'Antin de la manufacture des Gobelins à Paris[12]. Le plâtre, commandé par l'État en 1904, est conservé au musée Saint-Nazaire de Bourbon-Lancy[13].
- Monument à Miguel de Azcuénaga, 1909-1910, composé d'un piédestal orné de deux hauts-reliefs en bronze intitulés 25 mai 1810 et Dames faisant des dons, surmonté par la statue en pied du général, également en bronze, le monument fut érigé en 1910 sur la Plaza Primera Junta à Buenos Aires en Argentine, puis déplacé de quelques mètres en 1927 pour faire place à l'abri d'une station de transport collectif public[14],[15].
- Nymphe, 1910, marbre polychrome, statue acquise par l'État en 1912 pour le musée du Luxembourg à Paris[16], ultérieurement attribuée au musée d'Orsay (1986), restaurée en 2003-2004 et déposée à Nice au musée des Beaux-Arts Jules-Chéret[17],[18].
- Fuente de los ríos, dite aussi Fuente Cordier (Fontaine Cordier), vers 1913, Parque del Prado, Montevideo, Uruguay. Cette fontaine monumentale est composée d'un bassin de pierre, de plusieurs socles qui émergent du plan d'eau et d'un ensemble de statues de bronze. Le grand îlot central, de forme circulaire, accueille un groupe de trois figures allégoriques féminines qui symbolisent les trois fleuves Uruguay, Paraná et de la Plata. Elles sont entourées d'animaux et de plantes représentatifs de la faune et de la flore locales. Inaugurée en 1916 sur la Place de l'Indépendance, l'œuvre fut transférée en 1922 devant l'hôtel del Prado[19].
- Buste de Charles Gillot (1853-1903), cousin de l'artiste, plâtre patiné sur piédouche solidaire, localisation inconnue[20].

Œuvres d'Henri-Louis Cordier
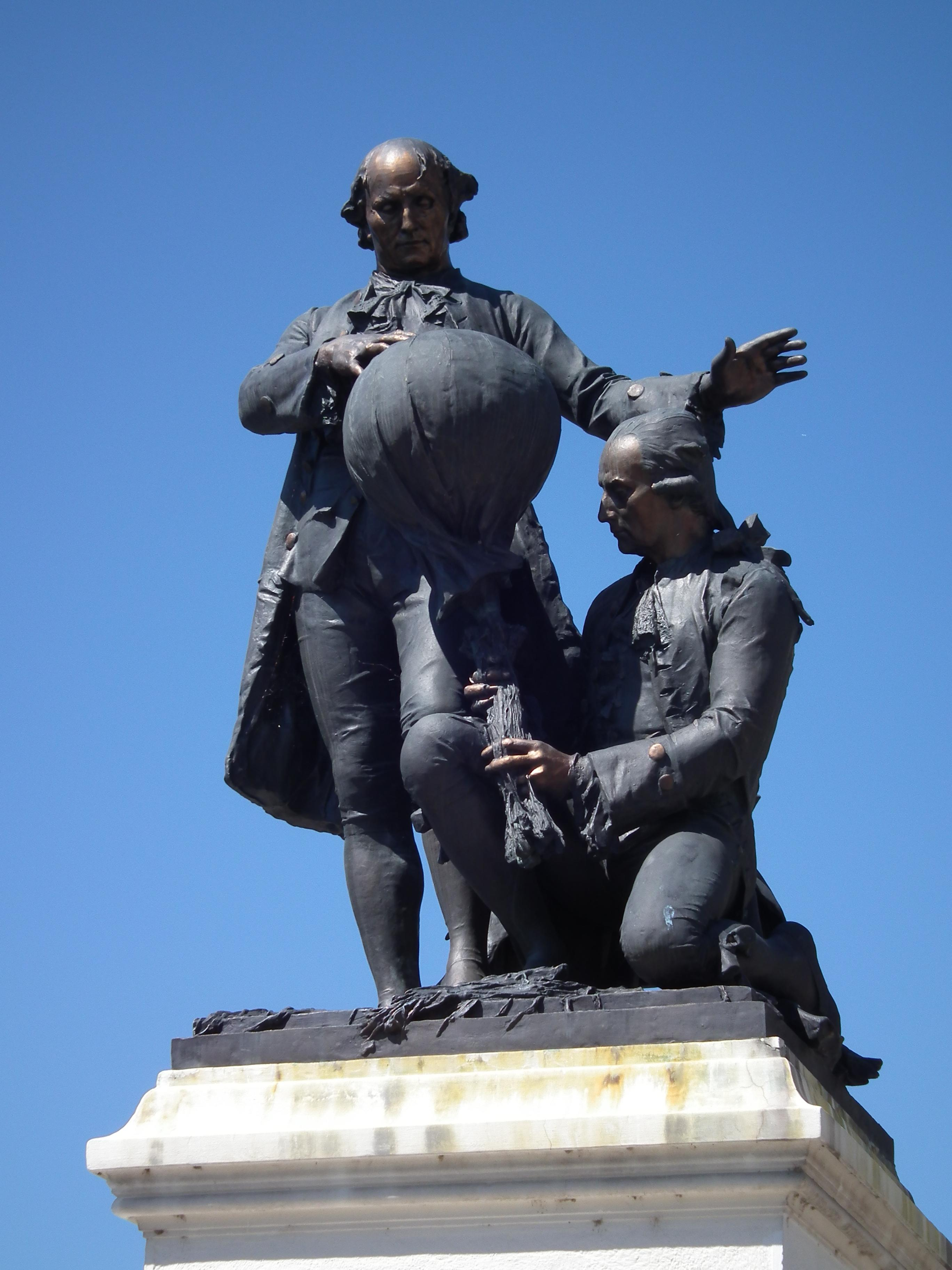
Monument aux frères Joseph et Étienne Montgolfier (1883, détail), Annonay, place de la Libération.
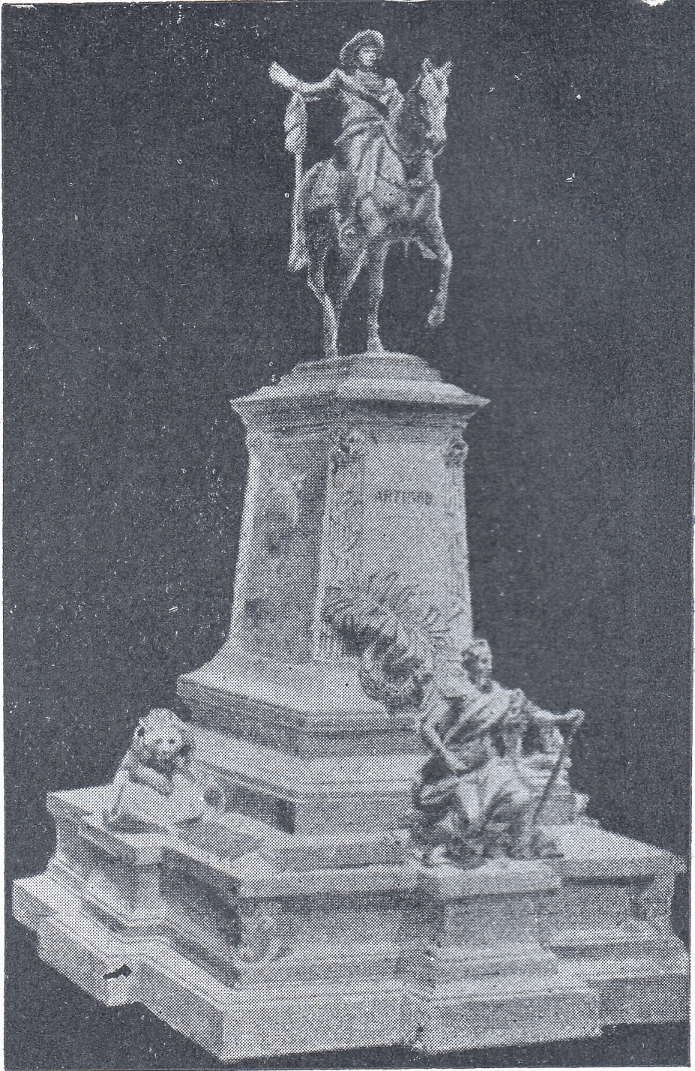
Esquisse du Monument au général Artigas (1885), localisation inconnue.
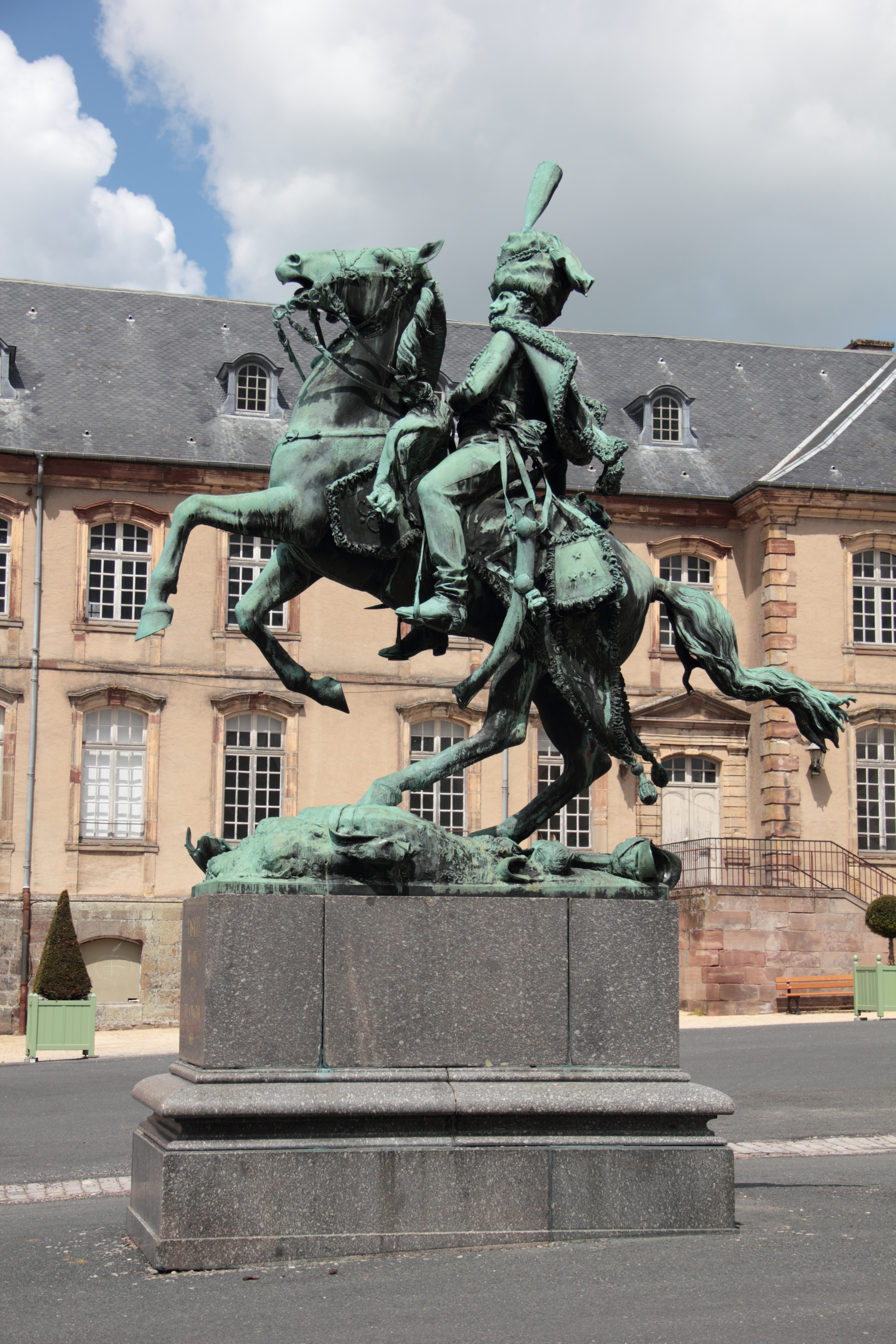
Monument au général Lasalle (1892), château de Lunéville.
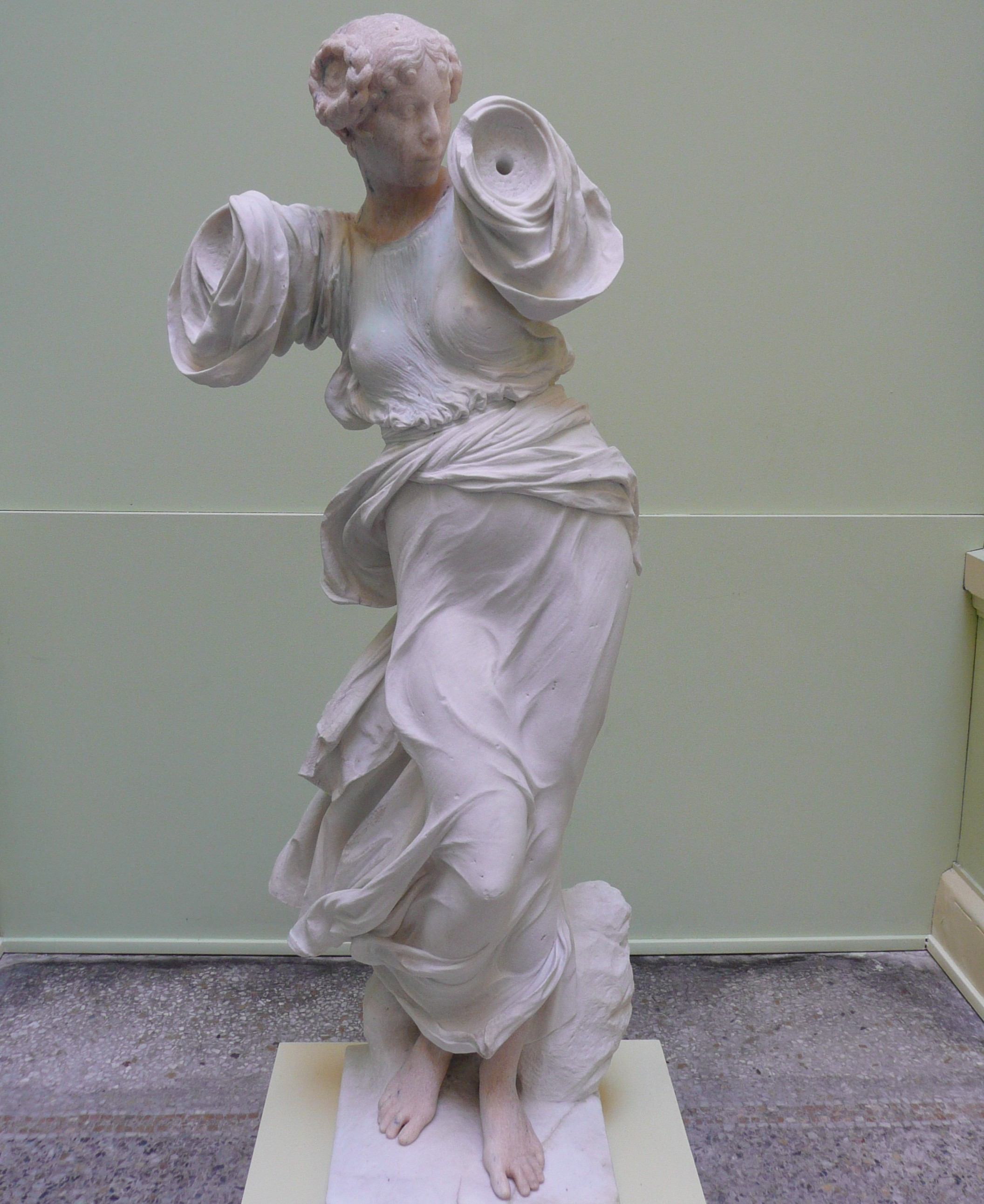
Nymphe (1910), Nice, musée des Beaux-Arts Jules-Chéret.

## Récompense et distinction
- Médaille d'argent à l'Exposition universelle de 1900.
- Chevalier de la Légion d'honneur (19 juillet 1903).